# 松井元興
松井 元興（まつい もとおき、1873年12月25日 - 1947年5月24日）は、日本の物理化学者。京都帝国大学総長、立命館大学学長、日本物理化学研究会初代会長。

## 経歴
旧筑前福岡藩士・広羽元佐の二男として福岡県早良郡内野村本城（現・福岡市早良区内野）に生まれる。幼少期に福岡市の松井家の養子となる。1892年福岡県立尋常中学修猷館、1895年第五高等学校理科を経て、東京帝国大学理科大学化学科にて分析化学を専攻。
1898年東京帝国大学卒業後、長崎県尋常中学玖島学館教諭、愛知県立第一中学校教諭、東京高等師範学校教授、第六高等学校教授を経て、京都帝国大学理工科大学助教授となる。1907年分析学研究のためドイツ、イギリス、フランスに留学し研究生活を重ねた後、京都帝国大学理工科大学教授に就任する。
1933年7月滝川事件で政府に徹底抗議して辞職した小西重直に代わり京都帝国大学第10代総長に就任し、当時の文部大臣鳩山一郎と妥協策をはかって事件を収拾させた。京大退官後、立命館大学第5代学長に就任している（1941年3月 - 1945年12月）。
実弟には鐘紡社長、日本合成化学工業社長、民生産業（現・UDトラックス（旧:日産ディーゼル））社長を務めた城戸季吉がおり、子息には京都大学経済学部名誉教授松井清がいる。

## 栄典
- 1912年（大正元年）12月18日 - 勲六等瑞宝章[6]

## 主な著作
- 「科学随筆　雪の竹　－遺稿集－」（1951年、績文堂）
- 「分析化学の進歩　第2巻」（1944年、共立出版）
- 「科学と日本精神」（1944年、大空社）
- 「増訂改版 分析化学」（1930年、裳華房）
- 「有機化学講義 蔵名」（1925年、裳華房）